# Trần Kiến (nhà ngoại giao)
Trần Kiến (giản thể: 陈建, bính âm: Chén Jiàn) là một nhà ngoại giao Trung Quốc. Ông sinh vào tháng 2 năm 1942 tại Thượng Hải, quê gốc của ông là Ngô Huyện, Giang Tô.

## Tiểu sử
- 1959-1964, sinh viên ngành ngôn ngữ và văn hóa Anh Quốc tại Đại học Phúc Đán, sau khi tốt nghiệp ông vào công tác tại Bộ Ngoại giao.
- 1964-1966, công tác tại Ban Phiên dịch của Học viện Ngoại ngữ Bắc Kinh.
- Tháng 9 năm 1967 đến tháng 9 năm 1968, Thư ký ty Quốc tế thuộc Bộ Ngoại giao.
- Tháng 9 năm 1968 đến tháng 10 năm 1971, "Cán giáo" lao động của Bộ Ngoại giao trong Cách mạng Văn hóa.
- Tháng 10 năm 1971 đến tháng 9 năm 1972, Thư ký ty Quốc tế thuộc Bộ Ngoại giao.
- Tháng 9 năm 1972 đến tháng 10 năm 1977, Tùy viên tại Phái đoàn thường trực Trung Quốc tại Liên Hợp Quốc (sau khi ghế của Trung Quốc được trao cho CHNDTH).
- Tháng 10 năm 1977 đến tháng 7 năm 1980, Thư ký ty Quốc tế thuộc Bộ Ngoại giao.
- Tháng 7 năm 1980 đến tháng 2 năm 1984, công tác tại Phái đoàn thường trực tại Liên Hợp Quốc và giữ chức Bí thư thứ ba, Bí thư thứ hai rồi Bí thư thứ nhất.
- Tháng 2 năm 1984 đến tháng 9 năm 1985, Trợ lý đặc biệt của Trung Quốc trong Ban điều hành IMF.
- Tháng 9 năm 1985 đến tháng 9 năm 1992 Giám đốc Cục quốc tế Bộ Ngoại giao, Tham tán, Phó Giám đốc.
- Tháng 9 năm 1992 đến tháng 7 năm 1994 Phó Đại diện Phái đoàn thường trực tại Liên Hợp Quốc, Đại sứ đặc mệnh toàn quyền.
- Tháng 7 năm 1994, Giám đốc Văn phòng Thông tin Bộ Ngoại giao, người phát ngôn Bộ Ngoại giao.
- Tháng 2 năm 1996 đến tháng 2 năm 1998, Trợ lý Bộ trưởng Ngoại giao, Ủy viên Đảng ủy Bộ Ngoại giao.
- Tháng 2 năm 1998 đến tháng 4 năm 2001, Đại sứ đặc mệnh toàn quyền tại Nhật Bản (cấp Thứ trưởng).
- Tháng 4 năm 2001 đến tháng 3 năm 2007, ông giữ chức Phó Tổng thư ký Liên Hợp Quốc. Sau khi nghỉ hưu, ông làm Hội trưởng một tổ chức phi chính phủ "Hiệp hội Liên Hợp Quốc Trung Quốc".
- 1994-1996 ông đóng vai trò như một phát ngôn viên Bộ Ngoại giao Cộng hòa Nhân dân Trung Hoa.